# Amaury Golitin
Amaury Golitin (* 28. Januar 1997 in Cayenne, Französisch-Guayana) ist ein französischer Leichtathlet, der sich auf den Sprint spezialisiert hat.

## Sportliche Laufbahn
Erste internationale Erfahrungen sammelte Amaury Golitin im Jahr 2015, als er bei den Junioreneuropameisterschaften in Eskilstuna im 100-Meter-Lauf bis in das Halbfinale gelangte und dort mit 10,80 s ausschied, während er mit der französischen 4-mal-100-Meter-Staffel in 40,02 s die Bronzemedaille gewann. Im Jahr darauf scheiterte er bei den U20-Weltmeisterschaften in Bydgoszcz mit 10,54 s im Halbfinale, wie auch bei den U23-Europameisterschaften 2017 ebendort mit 10,52 s. Mit der Staffel belegte er dort aber in 39,86 s den vierten Platz. 2018 siegte er bei den U23-Mittelmeermeisterschaften in Jesolo in 10,07 s über 100 Meter sowie in 39,72 s auch mit der Staffel. Damit erhielt er einen Startplatz für die Mittelmeerspiele in Tarragona, bei denen er aber mit 10,67 s in der ersten Runde ausschied. Dennoch qualifizierte er sich über 100 Meter für die Europameisterschaften in Berlin, bei denen er mit 10,55 s im Halbfinale ausschied.
2019 wurde er bei den Halleneuropameisterschaften in Glasgow in 6,67 s Sechster im 60-Meter-Lauf und anschließend wurde er bei den World Relays in Yokohama mit der 4-mal-200-Meter-Staffel disqualifiziert. Bei den U23-Europameisterschaften in Gävle erreichte er in 10,38 s Rang sieben und gewann mit der Staffel in 39,57 s die Silbermedaille hinter Deutschland. Mit der Staffel nahm er dann im Spätsommer an den Weltmeisterschaften in Doha teil, bei denen die Staffel im Finale nicht das Ziel erreichte. Daraufhin gewann er bei den Militärweltspielen in Wuhan in 10,35 s die Bronzemedaille über 100 Meter hinter dem Iraner Hassan Taftian und Paulo André de Oliveira aus Brasilien. 2021 erreichte er bei den Halleneuropameisterschaften in Toruń das Halbfinale über 60 Meter und schied dort mit 6,64 s aus. Anfang Mai schied er dann bei den World Athletics Relays im polnischen Chorzów mit 39,08 s im Vorlauf in der 4-mal-100-Meter-Staffel aus.
2020 wurde van Golitin französischer Meister im 200-Meter-Lauf im Freien wie auch in der Halle.

## Persönliche Bestleistungen
- 100 Meter: 10,07 s (+1,1 m/s), 9. Juni 2018 in Jesolo
  - 60 Meter (Halle): 6,62 s, 6. Februar 2021 in Metz
- 200 Meter: 20,67 s (+0,7 m/s), 13. September 2020 in Albi
  - 200 Meter (Halle): 20,99 s, 1. März 2020 in Liévin